# The Fox and the Hound
The Fox and the Hound (titulada El zorro y el sabueso en Hispanoamérica y Tod y Toby en España) es una película de drama animada estadounidense de 1981, producida por Walt Disney Productions y basada libremente en la novela del mismo nombre de Daniel P. Mannix. La película cuenta la historia de dos amigos improbables, un zorro rojo llamado Tod y un perro de cacería llamado Toby, que luchan por preservar su amistad a pesar de sus instintos emergentes y las presiones sociales que quieren llevarles a ser adversarios. Dirigida por Ted Berman, Richard Rich, y Art Stevens, la película incluye las voces de Mickey Rooney, Kurt Russell, Pearl Bailey, Jack Albertson, Sandy Duncan, Jeanette Nolan, Pat Buttram, John Fiedler, John McIntire, Dick Bakalyan, Paul Winchell, Keith Mitchell, y Corey Feldman.
The Fox and the Hound se estrenó en los cines de los Estados Unidos el 10 de julio de 1981. En su momento fue la película animada más cara producida hasta esa fecha, con un presupuesto de 12 millones de dólares. Se reestrenó en cines el 25 de marzo de 1988. En 2006 se lanzó una secuela para el mercado de cine en casa titulada The Fox and the Hound 2.

## Argumento
La película comienza con una zorra y su cachorro tratando de escapar de un cazador furtivo, que los persigue con su perro, llega un momento en el que tiene que dejar a su cachorro en la cerca de una granja para evitar que saliera herido o muerto y se va escapando de los cazadores. Al poco rato se escucha el sonido de dos disparos, significando que la madre del pequeño ha muerto.
Un búho hembra llamada Mamá Búho lo ve todo y siente pena por el zorro bebé, quien ha perdido a su madre y trata de averiguar quien podría cuidarlo, le pide ayuda a unos amigos llamados Dinky, un gorrión, y Trabalenguas, un pájaro carpintero, quienes intentan cazar a una oruga. 
Dinky ve la casa de una anciana y se le ocurre la idea de agarrar los calzoncillos de la anciana, quien los sigue intentando detenerlos. Mamá Búho y Dinky sueltan los calzoncillos encima del zorrito y cuando la anciana (llamada Viuda Tweed) ve al zorrito lo adopta y lo llama Tod, sintiéndose feliz de que con él ya no estará sola otra vez.
Al mismo tiempo, un vecino cruel de la Viuda Tweed llamado Amos Slade (quien es un malvado y cruel cazador), le trae a su perro cazador llamado Jefe un cachorro de sabueso que también será un futuro perro cazador, al que llama Toby. Ciertamente Jefe se siente algo decepcionado porque él quería otro regalo y Toby no le agradaba, pero al final se encariña con él y se convierte en su padre adoptivo.
Tiempo después, se puede ver a Tod que creció un poco y ahora es un joven zorro que quiere jugar con Tweed, pero ella está ocupada porque estaba ordeñando a su vaca para vender su leche, después Tod encuentra a Dinky y Trabalenguas pero ellos también están ocupados debido a que ahora están concentrados en devorar un gusano pero fallan por lo que Tod sigue buscando a alguien más para jugar. Mientras tanto en la propiedad de Amos Slade, Toby también es joven y ya puede hablar tanto como Tod. 
Mientras bebe agua con Jefe siente un olor extraño y va a averiguar lo que es, Jefe le advierte a Toby no le gusta que se pierda pero este le dice que su olfato lo ayudará a regresar y ahí se va a buscar de quién es el olor extraño, y resulta ser Tod. 
El zorro y el perro sabueso se hacen amigos y se divierten un poco, sin embargo al irse con Tod varias veces por mucho tiempo, Amos lo amarra al barril junto con Jefe como castigo, hasta que comience a ser obediente. Tod lo ve y trata de jugar con el ahí, pero Toby le dice que no puede porque Jefe está ahí cerca y si lo despierta, lo descubrirá y lo matará.
Tod, sin obedecerle se acerca y lo ve soñando (sueña que está siguiendo a un tejón), pero aun estando dormido percibe su olor y se despierta viendo que es Tod, así entonces lo caza y Amos Slade viendo la persecución y al ver que sus gallinas escaparon del gallinero por culpa de Tod agarra su escopeta y empieza a disparar a Tod, apenas Tod consigue escapar y encontrar a Tweed. Cuando ella se da cuenta de que su mascota está siendo cazada, detiene a Amos y a Jefe agarrando la escopeta de aquel y le dispara al motor del vehículo de Amos (su radiador), éste, molesto, le dice que su zorro quiso robar sus gallinas, Tweed no le cree y lo llama mentiroso porque Tod no es un ladrón y además le dice que su carácter testarudo lo va a poner en muchos problemas algún día, Amos en respuesta se molesta, porque él cree que a ella todavía no conoce su carácter testarudo y le dice que si ve a Tod en su propiedad otra vez le disparará y cuando lo haga no fallará.
Al día siguiente se puede ver que Amos Slade se va de cacería junto con Jefe y Toby. Tod ve cómo empacaban y trata de llegar para despedirse de Toby pero llega después de que el auto de Amos comenzara a moverse, en eso Toby ve a su mejor amigo Tod en frente de la parte trasera del vehículo y aúlla de tristeza, dando a entender que lo extrañará. 
Mamá Búho llega y le pregunta a Tod que está haciendo y le responde que solo quería despedirse de Toby pero llegó tarde, a lo que Mamá Búho le dice que es probable que cuando regrese ya cambie por completo y será un perro cazador como Jefe y por ello le enseña unos pieles de unos animales muertos que mató Amos en varios días previos de cacería pero Tod no le cree eso de que Toby se atrevería alguna vez a cazarlo a él porque es su mejor amigo, Mamá Búho se despreocupa y solamente espera que tenga razón, mientras tanto con el tiempo en la cacería y en el entrenamiento de Toby, se puede ver que éste no actúa como un verdadero perro cazador: siempre que se encontraba con un animal, Toby persigue al animal para divertirse (cosa que aprendió de Tod) pero no viene siendo parte de un perro cazador y cada vez, Jefe ve a Toby como un inútil. Pero llegó un momento en el que Toby se vuelve un perro cazador adulto y ayuda a Amos a cazar a una bandada de aves que estaban escondidas en un árbol, mostrando que había madurado y también que se había vuelto mucho mejor perro cazador que Jefe, haciendo que éste se ponga celoso.
Al día siguiente, Amos regresa a casa junto con Jefe y Toby, mientras que Tod (ahora convertido en un zorro adulto) ve a Toby regresar, pero Mamá Búho cree que ya no será el mismo al ver los pieles de los animales que ayudó a cazar, pero Tod aún no cree en sus palabras y piensa demostrarlo en la noche, cuando Jefe y Amos estén dormidos. 
Para cuando llega la noche, Tod visita a su mejor amigo Toby. Éste se alegra mucho al ver a Tod y ver cuanto creció, tanto como Tod a él, Tod le pregunta si aún son mejores amigos, pero la respuesta no fue de lo esperado: Toby le dice que esos días de amistad ya pasaron y ahora es un perro cazador, dejando a Tod triste al ver que Mama Búho tenía razón sobre Toby: con el tiempo iba a cambiar. 
En eso Jefe se despierta tras escuchar a Toby hablando con Tod y ladra despertando a Amos también y persiguen a Tod, en un momento Tod se esconde de unas estacas de madera ocultándose de Jefe, pero con Toby no tuvo oportunidad de esconderse debido a su gran sentido del olfato. Sin embargo, Toby no quiere que su amigo sea atrapado y desea permitirle huir, mientras finge encontralo en el lugar equivocado. Al mismo tiempo, Tod sigue con su ruta de escape, pero Jefe lo encuentra y lo persigue en una vía de tren, pero un tren llega con peligro de atropellarlos, sin embargo, Tod se agacha y evita que el tren lo atropelle, pero Jefe (sorprendido) no hace nada y es atropellado por el tren, para después caer al vacío, Toby llega y ve a Jefe gravemente herido a la orilla de un río. Al ver a Tod en las vías del tren, jura cazarlo aunque sea lo último que haga, dejando atrás su amistad de la infancia para siempre.
La viuda Tweed, dándose cuenta también que Tod estaba siendo perseguido, lo busca y lo encuentra sano y salvo. De regreso en la casa de Amos, Toby se arrepiente de haber dejado escapar a Tod. Sin embargo, Amos enfurecido con Tod por casi matar a Jefe va a la casa de Tweed a matarlo por las malas, pero Tweed no lo deja entrar a su propiedad y cierra la puerta con llave, sin embargo, Amos amenaza con matarlo al primer descuido sabiendo que no podrá esconderse por siempre en la casa. Al escuchar esto, Tweed decide dejar libre a Tod en el bosque, para evitar que Amos le haga daño.
A la mañana siguiente, Tweed se viste y lleva Tod al bosque mientras recuerda los momentos alegres y divertidos que pasó con Tod, hasta que llegan a lo profundo del bosque, donde le ordena a Tod quedarse ahí como nuevo hogar y solo decir adiós para siempre. 
Por causa de una tormenta, Tod intenta buscar refugio y encuentra una madriguera en la que vive un tejón que era tan gruñon como Amos Slade y lo hecha por las malas, pero un puercoespín llega y le ofrece su hogar para refugiarse de la lluvia. Mientras tanto, en la casa de Amos, éste y Toby ven a la Viuda Tweed regresando de dejar a Tod en el bosque y planean su venganza por la pata herida de Jefe.
Mientras tanto, en el bosque, Tod no se siente contento con su nuevo hogar, pero en eso conoce a una zorra hermosa llamada Vixey (mejor amiga en común de Mamá Búho) y se enamora de ella. Tiempo después, Amos y Toby llegan al bosque con la intención de vengarse de Tod, para lo cual dejarán muchas trampas para herir sus patas y después matarlo. Toby usa su gran sentido del olfato para encontrar a Tod y consigue encontrar un pequeño lago, sospechando que pronto Tod ira ahí a tomar agua. 
Así, Amos coloca muchas trampas y las camufla con hojas de árboles para evitar que no se vean para cuando Tod vaya a tomar agua. En otro punto del bosque, Tod y Vixey se despiertan y salen de su madriguera para buscar agua (tal como planean Amos y Toby) llegando al lugar donde están las trampas de Amos y a la vez, éstos se esconden esperando a que Tod quede atrapado.
Vixey siente que no deberían ir allí porque esta todo tranquilo, pero Tod no le cree y le demuestra que no hay nada que temer pasando por ahí, pero escucha a Amos cargando su escopeta para disparar y lentamente se aleja, pero activa las trampas de Amos y escapa rápidamente ileso. Amos y Toby van tras él y Tod y Vixey escapan, llegando un momento en el que Tod ordena a Vixey seguir escapando mientras que se oculta en una parte preparándose para enfrentarse a Toby para ganar tiempo a que Vixey escape. 
Cuando Toby llega Tod salta cerca de él y los dos se preparan para atacarse uno al otro: Toby ataca primero con una mordida pero Tod lo esquiva y muerde el cuello de Toby con mucha rapidez y va a por Vixey a su casa, Toby trata de alcanzar a Tod, este y Vixey van a la otra salida de su escondite pero Amos esperaba ahí para dispararles, pero Tod y Vixey consiguieron evitar el disparo y vuelven a entrar al escondite solo para ver que Toby aun sigue intentando alcanzarlos, Tod muerde una de las piernas de Toby pero este aún no se da por vencido y sigue intentando alcanzar a Tod. 
Los dos zorros tienen a su casa rodeada y Amos incendia una de las salidas del escondite para evitar que no escapen por el otro lado y Amos y Toby esperan en la salida en la que no está incendiada pero Tod y Vixey consiguen salir a través del fuego de la salida incendiada y siguen escapando, Toby aun sigue rastreándolos a través de su olfato, pero aparece un enorme oso negro y los ataca, ya que Amos le disparó accidentalmente en un brazo. Amos trata de escapar pero queda inmovilizado después de haber caído en una de sus trampas.
Toby ataca al oso intentando salvar a Amos, pero es inútil. Tod escucha aullidos de dolor de su antiguo amigo Toby e incapaz de dejarlo morir después de los momentos que pasaron cuando eran pequeños, deja a Vixey que siga escapando mientras él va a rescatar a Toby y ataca al oso. 
La pelea conduce a un tronco en medio de una cascada, el cual no llega a soportar el peso de ambos y caen, Tod apenas sobrevive, pero el oso muere víctima de la caída. Sin embargo Tod está muy débil por los golpes que recibió del oso y de la caída por la cascada. En eso llega Toby preocupado por el y a la vez sorprendido de haberlo salvado del oso después de la persecución que hizo para matarlo. En ese momento Amos llega y se prepara para disparar a Tod pero Toby se coloca en medio del arma, Amos le dice a Toby que se quite del camino pero Toby se niega a hacerlo y se interpone aún más entre la escopeta y Tod. Al ver la relación que tiene Toby con Tod y comprendiendo que el zorro les salvó la vida a él y a Toby, Amos baja su arma y regresa a su casa. Toby se alivia y sigue de cerca a su amo, no sin antes ver a su amigo Tod feliz una última vez.
De regreso a la casa de Amos, la Viuda Tweed le está vendando a éste la herida de su pierna tras haber caído una de sus trampas mientras escapaba del oso, mientras que Toby (junto a Jefe) duerme felizmente mientras recuerda las palabras que se han dicho una vez Tod y Toby cuando eran cachorros afirmando que siempre serán mejores amigos, mientras que en el bosque se puede ver a Tod viendo a su antigua dueña Tweed y su amigo Toby, con Vixey. El paisaje se veía como un mirador, y aparecen los títulos finales.

## Producción
The Fox and the Hound tuvo una de las producciones más difíciles en la historia de clásicos animados del estudio. Comenzado en 1977, este fue la última película en la cual trabajaron leyendas de la animación como Frank Thomas y Ollie Johnston y donde dieron sus primeros pasos animadores reconocidos como Glen Keane y su nuevo colega John Lasseter (fue su primer largometraje como animador en Disney),quien más tarde se encargaría de otros personajes animados en futuras películas como La sirenita (1989) y Pocahontas (1995) y quien más tarde dirigiría películas como Toy Story (1995), A Bug's Life (1998), Toy Story 2 (1999), Cars (2006), entre otras. Como los animadores veteranos de Walt Disney habían muerto o alcanzado su edad de retiro, la película marcó el último trabajo del resto de los animadores originales. El proyecto contaba mayormente con la participación de novatos en la animación que el estudio había reclutado durante los años 1970. Además, muchos de los nuevos animadores, particularmente Don Bluth, no estaban contentos con el nuevo estilo de animación y dejaron el estudio. Muchos siguieron a Don Bluth cuando este decidió formar su propio estudio, el cual nunca consiguió gran popularidad. Durante la producción de The Fox and the Hound, el estudio sufrió el robo de gran parte del material elaborado para la película y hubo que comenzar casi desde el principio. Cuando se llegó a completar y en su lanzamiento en el año 1981, la película no logró mucho éxito, particularmente de parte de la crítica. El Los Angeles Times criticó a la película por ser demasiado larga, mientras que el New York Times comentó que la película no figuraba novedad. Finalmente, Newsweek también criticó a la película con el comentario de que los niños la encontrarían entretenida, pero que no era una película hecha para una audiencia adulta. Siguiendo el fracaso financiero de The Black Hole en 1979, en el departamento de animación Disney The Fox and the Hound dio inicio a la conocida como «etapa oscura» del estudio. Siguiendo el fracaso de The Black Cauldron, una película de fantasía y aventura basada en la popular saga de «Las crónicas de Prydain» de Lloyd Alexander, en 1985 la etapa llegó a su fin oficialmente en 1989. Los éxitos de La sirenita (1989), La bella y la bestia (1991), Aladdín (1992), y El rey león (1994) iniciaron la que sería conocida como Renacimiento de Disney.

## Personajes
- Tod: Un zorro que es abandonado por su madre mientras esta es perseguida por cazadores los cuales le dan muerte cuando tal solo era un pequeño cachorro. El pequeño zorro queda solo, pero es encontrado por Mamá Búho quien lo entrega a la Viuda Tweed que lo cuida y se encariña mucho con él, hasta que decide dejarlo en el bosque debido a que se sentía amenazado por un cazador malvado que dijo que lo mataría por casi matar a Jefe.

- Toby: Un perro sabueso cazador. Su dueño lo cuida y lo entrena para cazar, pero aun así él se hace el mejor amigo del zorro Tod durante su infancia, sin pensar que cualquier día sus naturalezas contrapuestas los enfrentará.

- Amos Slade: El malvado dueño de Toby y Jefe, el antagonista principal de la película. Es un cazador muy gruñón y cruel, pero en el fondo aprecia a Toby.

- Vixey: La novia de Tod. Es una zorra que ya conocía a Mamá Búho desde antes, y al estar Tod solo en el bosque,  esta última decide presentársela, haciendo que ambos zorros se enamoren el uno del otro, y al final se quedan juntos.

- Viuda Tweed: Una mujer viuda muy amable y cariñosa que tiene una granja. Un día encuentra a Tod y decide cuidarlo hasta que este cumple un año, y decide dejarlo en libertad porque el malvado Amos Slade pretende matarlo.

- Jefe: El otro perro cazador de Amos Slade. Es el antagonista secundario de la película. Al principio, no estaba de acuerdo con que Toby fuera el nuevo miembro de su familia, pero luego se encariña un poco con él. Quedó herido al ser atropellado por un tren, mientras perseguía a Tod.

- Mamá Búho: Una búho que vive en el bosque y encuentra a Tod después de que unos cazadores maten a la madre de éste. Junto con Trabalenguas y Dinky, deciden dárselo a la Viuda Tweed.

- Dinky: Un pájaro amarillo, que junto con su mejor amigo Trabalenguas, trata de capturar a un gusano durante toda la película, sin lograrlo. Es él quien suele quedarse escuchando con la oreja en el tronco, en busca de encontrar a su presa.

- Trabalenguas: Un pájaro carpintero que tartamudea. Fiel compañero y mejor amigo de Dinky. Es él quien se encarga de picotear los árboles en busca del gusano.

- Gusano: La presa de Dinky y Trabalenguas. Siempre escapa de ellos. Hacia el final, se convierte en una mariposa que cambia de color (verde, rojo y azul).

- Puercoespín: Es un animalito que ayuda a Tod, después de que su dueña lo dejara en libertad. Le da refugio y se hace un buen amigo de él.

- Oso negro: Otro antagonista de la película. Ataca a Amos y a Toby mientras perseguían a Tod y a Vixey, pero al escuchar a su mejor amigo de la infancia en problemas, Tod se enfrenta al oso. Durante la pelea con Tod, ambos caen a la cascada, provocando que Tod se lesione y que el oso pierda la vida.

## Doblaje
El doblaje en español (1981) estuvo a cargo del mexicano Francisco Colmenero. Este doblaje es usado y distribuido en todos los países de habla hispana.
- Tod (joven): Juan Antonio Edwards
  - Tod (niño): Erick Mendoza
- Toby (joven): Arturo Mercado
  - Toby (niño): Adolfo Madera
- Amos Slade: Francisco Colmenero
- Mamá Búho: Carmen Donna-Dío / Martha Ventura (canciones)
- Viuda Tweed: Beatriz Aguirre
- Jefe: Luis Manuel Pelayo
- Dinky: Héctor Lee
- Trabalenguas: Fernando Larrañaga
- Vixey: Diana Santos
- Puercoespín: Polo Ortín
- Tejón: Pedro D'Aguillón
- Grabaciones y Doblajes, S.A.: Francisco Colmenero

## Banda sonora
- «Best of Friends», música de Richard Johnston, letras de Stan Fidel, cantada por Pearl Bailey.
- «Lack of Education», música y letras de Jim Stafford, cantada por Pearl Bailey.
- «A Huntin' Man», música y letras de Jim Stafford, cantada por Jack Albertson.
- «Goodbye May Seem Forever», música de Richard Rich, letras de Jeffrey Patch, cantada por Jeanette Nolan.
- «Appreciate the Lady», música y letras de Jim Stafford, cantada por Pearl Bailey.

## Estrenos y títulos en otros idiomas
| \| País \| Título \| Fecha de Estreno \| \| ----------------------- \| -------------------------------------- \| ----------------------- \| \| Estados Unidos \| The Fox and the Hound \| 10 de julio de 1981 \| \| México e Hispanoamérica \| El Zorro y el Sabueso \| 23 de julio de 1981 \| \| Japón \| きつねと猟犬 \| 12 de marzo de 1983 \| \| España \| Tod y Toby \| 27 de noviembre de 1981 \| \| Argentina \| El Zorro y el Sabueso \| 11 de febrero de 1982 \| \| Portugal \| Papuça e Dentuça \| 18 de febrero de 1982 \| \| Francia \| Rox et Rouky \| 25 de noviembre de 1981 \| \| Brasil \| O Cão e a Raposa \| 19 de diciembre de 1982 \| \| Reino Unido \| The Fox and the Hound \| 18 de diciembre de 1981 \| \| Irlanda \| The Fox and the Hound \| 3 de diciembre de 1982 \| \| Australia \| The Fox and the Hound \| 26 de diciembre de 1981 \| \| Dinamarca \| Mads og Mikkel \| 4 de diciembre de 1981 \| \| Alemania Occidental \| Cap und Capper \| 13 de noviembre de 1981 \| \| Finlandia \| Topi ja Tessu \| 11 de diciembre de 1981 \| \| Suecia \| Micke och Molle: Vänner när det gäller \| 5 de diciembre de 1981 \| \| Italia \| Red e Toby nemiciamici \| 19 de noviembre de 1981 \| \| Perú \| El Zorro y el Sabueso \| 25 de diciembre de 1989 \| |                                        |                         |
| País | Título                                 | Fecha de Estreno        |
| Estados Unidos | The Fox and the Hound                  | 10 de julio de 1981     |
| México e Hispanoamérica | El Zorro y el Sabueso                  | 23 de julio de 1981     |
| Japón | きつねと猟犬                           | 12 de marzo de 1983     |
| España | Tod y Toby                             | 27 de noviembre de 1981 |
| Argentina | El Zorro y el Sabueso                  | 11 de febrero de 1982   |
| Portugal | Papuça e Dentuça                       | 18 de febrero de 1982   |
| Francia | Rox et Rouky                           | 25 de noviembre de 1981 |
| Brasil | O Cão e a Raposa                       | 19 de diciembre de 1982 |
| Reino Unido | The Fox and the Hound                  | 18 de diciembre de 1981 |
| Irlanda | The Fox and the Hound                  | 3 de diciembre de 1982  |
| Australia | The Fox and the Hound                  | 26 de diciembre de 1981 |
| Dinamarca | Mads og Mikkel                         | 4 de diciembre de 1981  |
| Alemania Occidental | Cap und Capper                         | 13 de noviembre de 1981 |
| Finlandia | Topi ja Tessu                          | 11 de diciembre de 1981 |
| Suecia | Micke och Molle: Vänner när det gäller | 5 de diciembre de 1981  |
| Italia | Red e Toby nemiciamici                 | 19 de noviembre de 1981 |
| Perú | El Zorro y el Sabueso                  | 25 de diciembre de 1989 |

## Recepción
Craig Butler, de All Movie Guide, declaró que la película era una «entrada cálida y divertida, aunque un poco aburrida, en el canon animado de Disney». También lo llamó «convencional y generalmente predecible» con problemas de ritmo. Sin embargo, elogió el clímax y la animación de la película, así como el final. Su observación final es que «Dos de los directores, Richard Rich y Ted Berman, dirigirían a continuación The Black Cauldron, un proyecto menos exitoso pero más ambicioso». Richard Corliss de Time, elogió la película por una historia inteligente sobre los prejuicios. Argumentó que la película muestra que las actitudes sesgadas pueden envenenar incluso las relaciones más profundas, y el final agridulce de la película ofrece un mensaje moral poderoso e importante para el público.
Roger Ebert, del Chicago Sun-Times, también elogió la película, diciendo que «por todas sus cualidades familiares, esta película marca un punto de partida para el estudio de Disney, y su movimiento es en una dirección interesante». The Fox and Hound es «una de esas características animadas de Disney relativamente raras que contiene una lección útil para sus audiencias más jóvenes. No son sólo animales lindos y aventuras aterradoras y un final feliz; también es una meditación bastante reflexiva sobre cómo la sociedad determina nuestro comportamiento». TV Guide le dio a la película cuatro de cinco estrellas y dijo que «la animación aquí es mejor que la media (los veteranos animadores de Disney Wolfgang Reitherman y Art Stevens supervisaron los talentos de una nueva generación de artistas que se desarrollaron durante un programa de 10 años en el estudio), aunque no está a la altura de la calidad de Disney Studios en su apogeo. Sin embargo, esta película tiene mucho 'corazón' y es un entretenimiento maravilloso tanto para los niños como para sus padres. Escuche algunos de los favoritos entre las voces».

## Fechas de Estreno Mundial
- Canadá 10 de julio de 1981
- Estados Unidos 10 de julio de 1981
- México 30 de julio de 1981
- Filipinas 6 de agosto de 1981
- Camerún 7 de agosto de 1981
- Benín 14 de agosto de 1981
- Chile 10 de septiembre de 1981
- Reino Unido 12 de noviembre de 1981
- Alemania Occidental 13 de noviembre de 1981
- Italia 19 de noviembre de 1981
- Italia 21 de noviembre de 1981 (Milan)
- Francia 25 de noviembre de 1981
- España 27 de noviembre de 1981
- Dinamarca 4 de diciembre de 1981
- Suecia 5 de diciembre de 1981
- Finlandia 11 de diciembre de 1981
- Países Bajos 24 de diciembre de 1981
- Australia 26 de diciembre de 1981
- Hong Kong 14 de enero de 1982
- Colombia 21 de enero de 1982
- Argentina 11 de febrero de 1982
- Portugal 18 de febrero de 1982
- Gabóm 20 de marzo de 1982 (video premiere)
- Noruega 22 de abril de 1982
- Nueva Zelanda 18 de junio de 1982

- Perú 18 de junio de 1982

- Uruguay 2 de julio de 1982
- Irlanda 3 de diciembre de 1982
- Brasil 19 de diciembre de 1982 (Rio de Janeiro)
- Japón12 de marzo de 1983
- Israel 24 de junio de 1983